# Q-Max

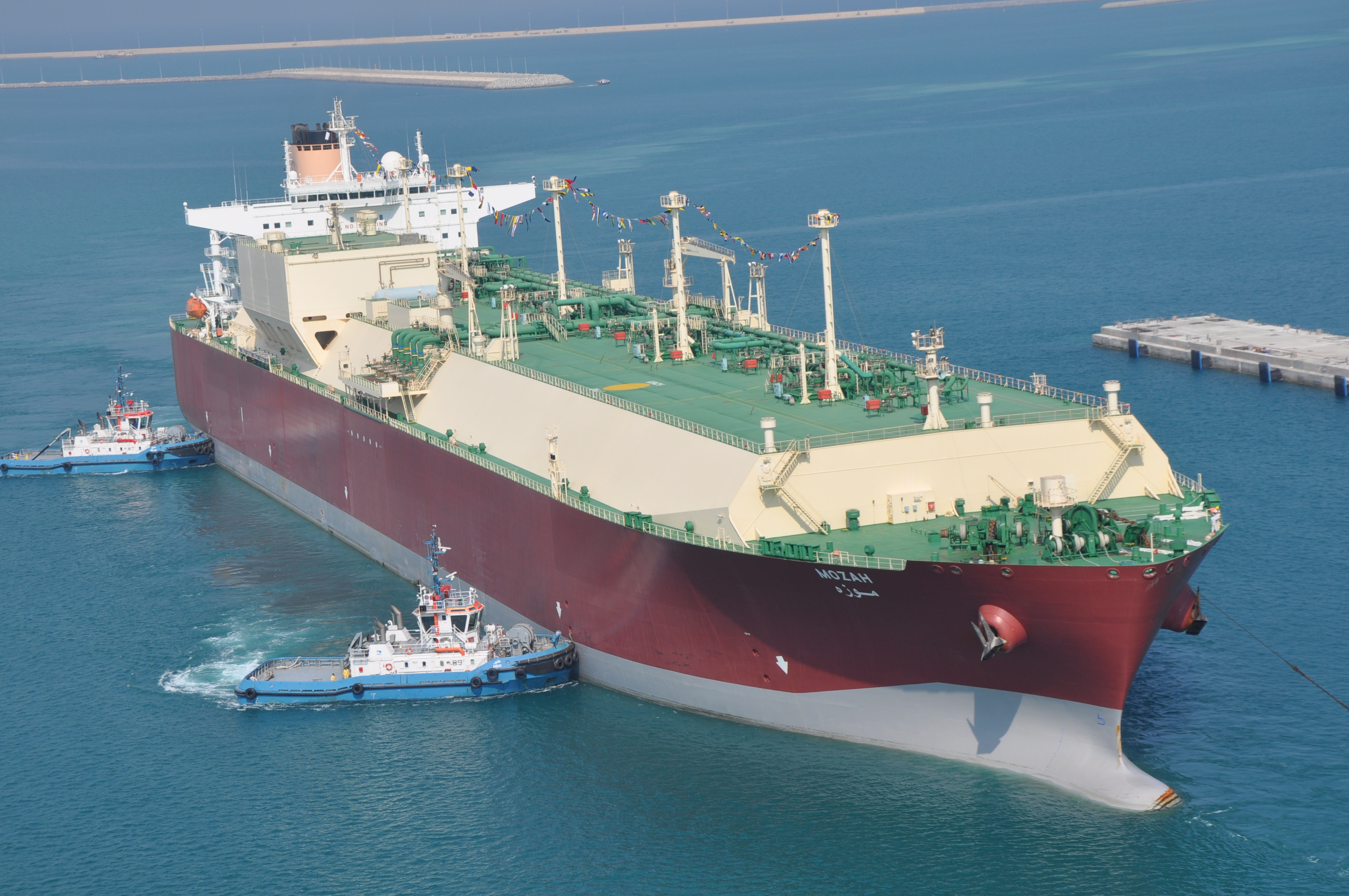
M/V Mozah, pierwszy gazowiec typu Q-Max

Q-Max – typ gazowca LNG o maksymalnych wymiarach gabarytowych umożliwiających zawinięcie do portu Ras Laffan w Emiracie Katar. Statki te zalicza się do klasy capesize, gdyż ich wielkość uniemożliwia żeglugę przez Kanał Sueski i Kanał Panamski, zmusza więc do obierania tras wokół przylądków Igielnego i/lub Horn. Charakteryzują się następującymi wymiarami:
- zanurzenie 12 m
- szerokość 53 m
- długość 345 m
- pojemność ładunkowa do 266 tys. m³ skroplonego naturalnego gazu ziemnego

Jednostki te powstają w koreańskich stoczniach Samsung Heavy Industries (SHI) oraz Daewoo Shipbuilding and Marine Engineering (DSME) dla armatora Quatargas. Wyposażone są w instalacje do ponownego skraplania gazu odparowującego podczas podróży. Napęd stanowią dwa wolnoobrotowe silniki wysokoprężne, każdy o mocy 21 770 kW, przekazujące moc na dwie niezależne śruby. W chwili rozpoczęcia eksploatacji były to największe i najdroższe gazowce (300 mln dolarów) na świecie. 
Zaplanowano wybudowanie 14 jednostek tego typu. Pierwszą był M/V Mozah.